# Championnat d'Écosse de football 1970-1971
Navigation
Édition précédente Édition suivante
La 74e édition du championnat d'Écosse de football est remportée par le Celtic Football Club. C’est le 27e titre de champion et le sixième consécutif du club de Glasgow. Le Celtic l’emporte avec 2 points d’avance sur le Aberdeen FC. Saint Johnstone complète le podium.
Le système de promotion/relégation reste en place: descente et montée automatique, sans matchs de barrage pour les deux derniers de première division et les deux premiers de deuxième division. Cowdenbeath FC et Saint Mirren descendent en deuxième division. Ils sont remplacés pour la saison 1971/72 par Partick Thistle FC et East Fife FC.
Avec 22 buts marqués en 34 matchs,  Harry Hood du Celtic FC remporte pour la première fois le classement des meilleurs buteurs du championnat.

## Les clubs de l'édition 1970-1971
| \| Aberdeen FC Glasgow · Celtic - Rangers – Partick Dundee · Dundee FC-United Édimbourg · Heart - Hibernian Kilmarnock FC Saint Mirren Cowdenbeath FC Saint Johnstone Clyde FC Airdrieonians Greenock Morton Motherwell FC Ayr United \| Localisation des clubs engagés dans le championnat. |
| Aberdeen FC Glasgow · Celtic - Rangers – Partick Dundee · Dundee FC-United Édimbourg · Heart - Hibernian Kilmarnock FC Saint Mirren Cowdenbeath FC Saint Johnstone Clyde FC Airdrieonians Greenock Morton Motherwell FC Ayr United                                                           |

| Club                               | Ville       |
| ---------------------------------- | ----------- |
| Aberdeen Football Club             | Aberdeen    |
| Airdrieonians Football Club        | Airdrie     |
| Ayr United Football Club           | Ayr         |
| Celtic Football Club               | Glasgow     |
| Clyde Football Club                | Glasgow     |
| Cowdenbeath Football Club          | Cowdenbeath |
| Dundee Football Club               | Dundee      |
| Dundee United Football Club        | Dundee      |
| Dunfermline Athletic Football Club | Dunfermline |
| Falkirk Football Club              | Falkirk     |
| Greenock Morton Football Club      | Greenock    |
| Heart of Midlothian Football Club  | Édimbourg   |
| Hibernian Football Club            | Leith       |
| Kilmarnock Football Club           | Kilmarnock  |
| Motherwell Football Club           | Motherwell  |
| Rangers Football Club              | Glasgow     |
| Saint Johnstone Football Club      | Perth       |
| Saint Mirren Football Club         | Paisley     |

## Compétition

### Les moments forts de la saison
Aberdeen Football Club, avec une série de 15 victoires consécutives, est en tête du championnat jusqu’à l’avant dernier match de l’année. Aberdeen rencontre alors le Celtic Glasgow. Une victoire lui assurerait définitivement le titre de champion. Mais Aberdeen ne peut faire mieux qu’un match nul, 1à1, qui conjugué avec une défaite contre Falkirk FC lors de la dernière journée, permet au Celtic de l’emporter définitivement avec deux points d’avance.

### Classement
Le classement est établi sur le barème de points classique (victoire à 2 points, match nul à 1, défaite à 0).
| Rang | Équipe               | Pts | J  | G  | N  | P  | Bp | Bc | Diff |
| ---- | -------------------- | --- | -- | -- | -- | -- | -- | -- | ---- |
| 1    | Celtic FC T+C        | 56  | 34 | 25 | 6  | 3  | 89 | 23 | +66  |
| 2    | Aberdeen FC          | 54  | 34 | 24 | 6  | 4  | 68 | 18 | +50  |
| 3    | Saint Johnstone      | 44  | 34 | 19 | 6  | 9  | 59 | 44 | +15  |
| 4    | Rangers FC           | 41  | 34 | 16 | 9  | 9  | 58 | 34 | +24  |
| 5    | Dundee FC            | 38  | 34 | 14 | 10 | 10 | 53 | 45 | +8   |
| 6    | Dundee United        | 36  | 34 | 14 | 8  | 12 | 53 | 54 | -1   |
| 7    | Falkirk FC P         | 35  | 34 | 13 | 9  | 12 | 46 | 53 | -7   |
| 8    | Greenock Morton      | 34  | 34 | 13 | 8  | 13 | 44 | 44 | 0    |
| 9    | Airdrieonians        | 34  | 34 | 13 | 8  | 13 | 60 | 65 | -5   |
| 10   | Motherwell FC        | 34  | 34 | 13 | 8  | 13 | 43 | 47 | -4   |
| 11   | Heart of Midlothian  | 33  | 34 | 13 | 7  | 14 | 41 | 40 | +1   |
| 12   | Hibernian FC         | 30  | 34 | 10 | 10 | 14 | 57 | 53 | +4   |
| 13   | Kilmarnock FC        | 28  | 34 | 10 | 8  | 16 | 43 | 67 | -24  |
| 14   | Ayr United           | 26  | 34 | 9  | 8  | 17 | 37 | 54 | -17  |
| 15   | Clyde FC             | 26  | 34 | 8  | 10 | 16 | 33 | 59 | -26  |
| 16   | Dunfermline Athletic | 23  | 34 | 6  | 11 | 17 | 44 | 56 | -12  |
| 17   | Saint Mirren         | 23  | 34 | 7  | 9  | 18 | 38 | 56 | -18  |
| 18   | Cowdenbeath FC P     | 17  | 34 | 7  | 3  | 24 | 33 | 69 | -36  |

| Légende : Qualifications et relégations | Légende : Qualifications et relégations                                |
| --------------------------------------- | ---------------------------------------------------------------------- |
|                                         | Champion d'Écosse. Qualifié pour la Coupe d’Europe des clubs champions |
|                                         | Relégation en deuxième division                                        |
|                                         | T : Tenant du titre C : Vainqueur de la Coupe d'Écosse P : Promus      |

## Bilan de la saison
| Tableau d'Honneur                |           |
| Compétition                      | Vainqueur |
| Championnat d'Écosse de football | Celtic FC |
| Coupe d'Écosse de football       | Celtic FC |

| Promotions et relégations |                              |
| Promus                    | Partick Thistle FC East Fife |
| Relégués                  | Cowdenbeath FC Saint Mirren  |

## Statistiques

### Meilleur buteur
1. Harry Hood, Celtic FC 22 buts